# جوش جونسون (لاعب كرة قدم)
جوش جونسون (بالإنجليزية: Josh Johnson)‏ (و. 1986  م) هو لاعب كرة قدم أمريكية، من الولايات المتحدة، ولد في أوكلاند، كاليفورنيا، يلعب كظهير ربعي.

## التعليم
تعلم في Oakland Technical High School ‏.

## روابط خارجية
- جوش جونسون على موقع مرجع كرة القدم المحترفة.كوم (الإنجليزية)
- جوش جونسون على موقع JustSportsStats.com (الإنجليزية)